# NGC 6951
NGC 6951 è una galassia a spirale barrata nella costellazione di Cefeo.

È situata 3 gradi a NNE della stella θ Cephei; nonostante le sue ridotte dimensioni apparenti, è una bella galassia spirale, in cui è ben evidente la struttura a barra che attraversa il nucleo, che si presenta di piccole dimensioni. Occorre un telescopio da almeno 200-220mm di apertura, per poter apprezzare anche la struttura dei bracci; le sue reali dimensioni sono di poco inferiori di quelle della nostra Via Lattea, dalla quale dista poco meno di 60 milioni di anni-luce.

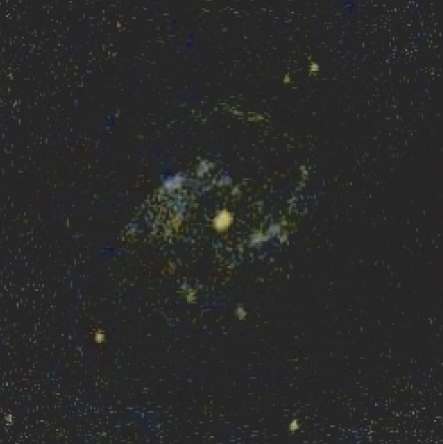
NGC 6951  (GALEX)
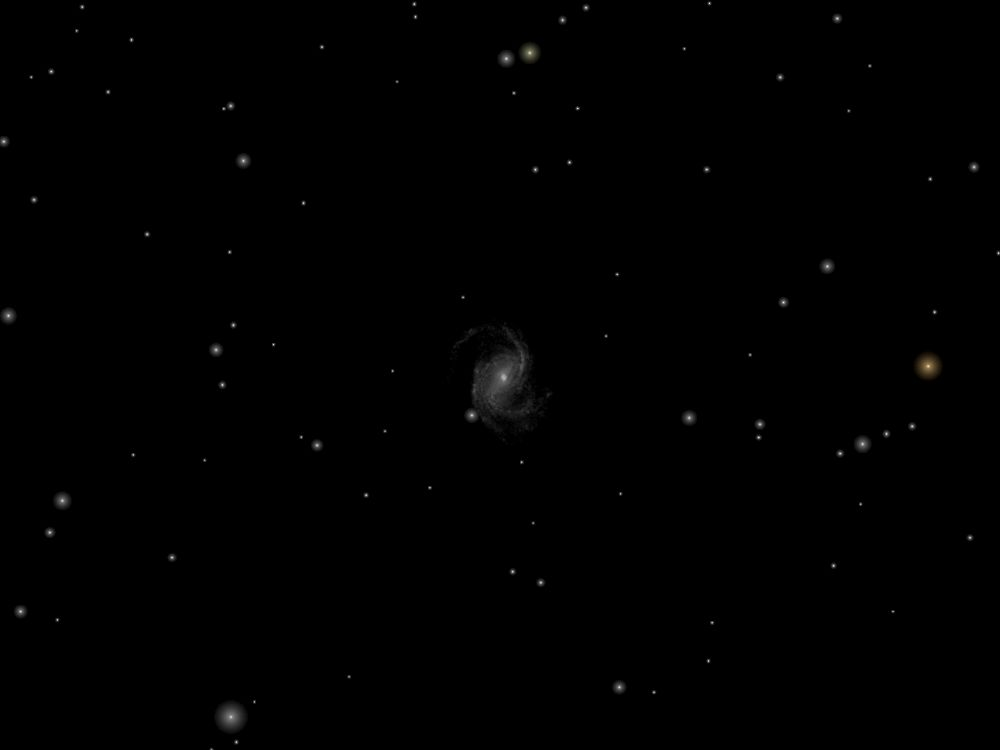
NGC 6951